# روث كرانستون
روث كرانستون (بالإنجليزية: Ruth Cranston)‏ (14 نوفمبر 1887، سينسيناتي في الولايات المتحدة - 2 أبريل 1956، نيويورك في الولايات المتحدة)؛ روائية أمريكية.